# Kemptner (Ratsfamilie)

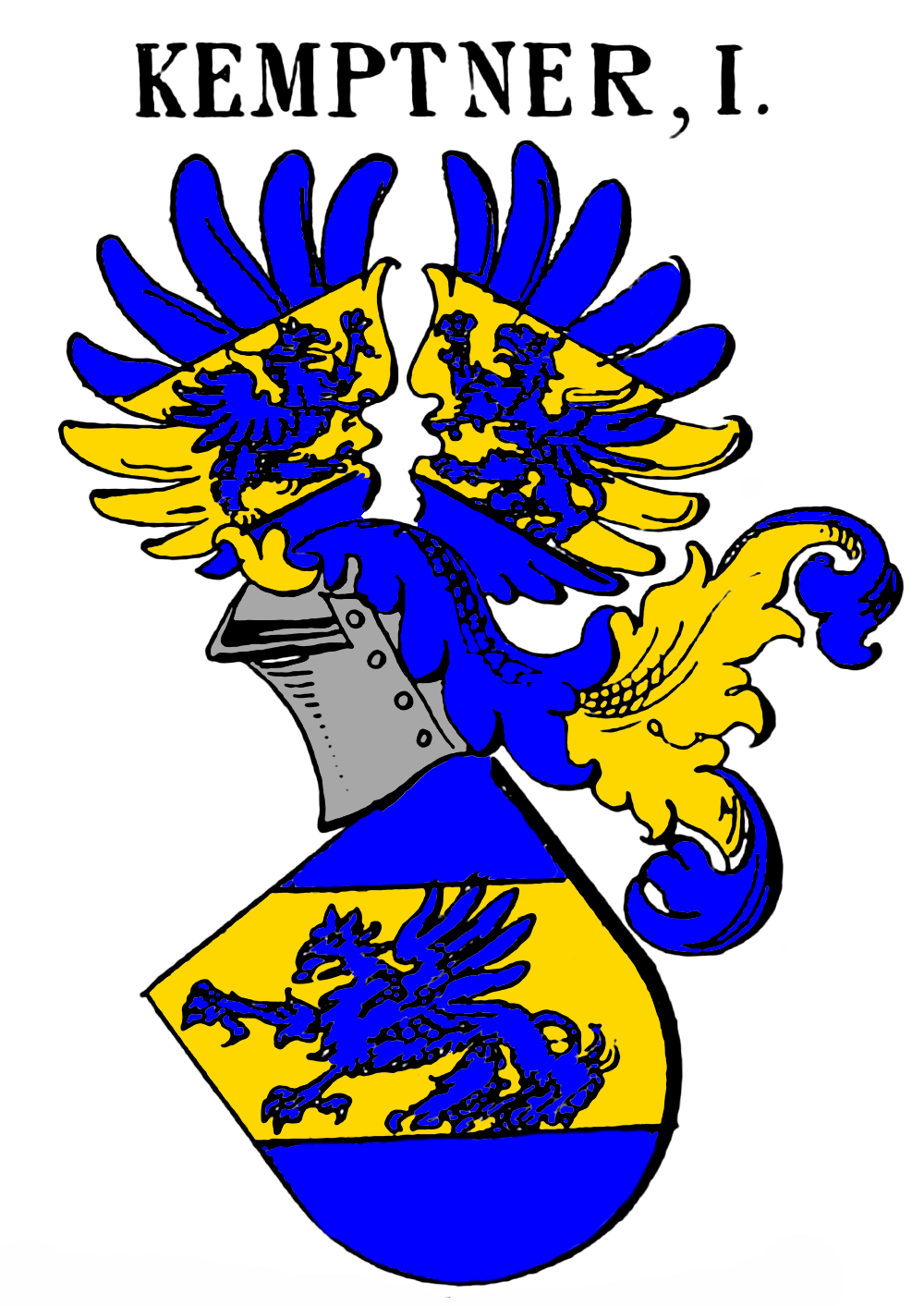
Stammwappen der Kemptner in Farbe

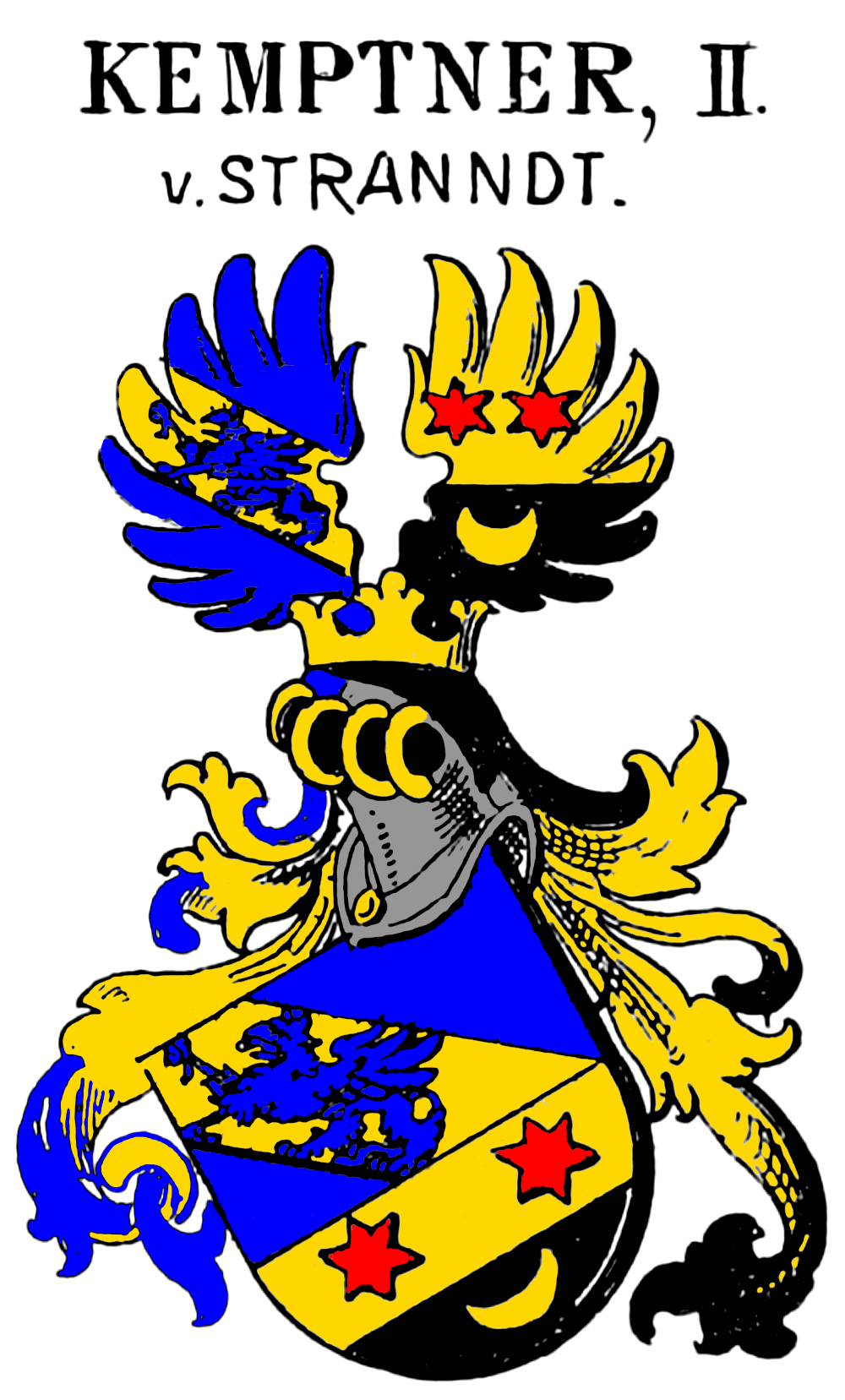
Vermehrtes Wappen der Kemptner in Farbe

Kempter, auch Kemptner, Klemptner, ist der Name eines bayerisch-österreichischen Geschlechts, das teilweise im Rat der Stadt München vertreten war. Eine Linie erhielt 1586 den Reichs- und erbländischen Adelsstand.

## Geschichte
Ulrich Kempter, des inneren Rats zu München, heiratete eine Tochter des Leibarztes Herzog Wilhelms, Mang Ayrmschmalz aus dem aus Weilheim stammenden Münchner Ratsgeschlecht Ayrnschmalz, aus dem auch Konrad V. Ayrenschmalz, Abt von Tegernsee, stammte. Deren Tochter Anna († 1553) heiratete in erster Ehe den bayerischen Rat Johann Schwab und in zweiter Ehe den bedeutenden Genealogen Wiguläus Hund, und [er], Angehöriger des Adelsgeschlechts Hundt zu Lautterbach „erwarb mit ihrer Hülfe“ Sulzemoos. Auch nach Otto Titan von Hefner führte sie diesem Sulzemoos zu. Ihr „Stiefbruder“ (eigentlich Halbbruder) Onuphrius Kempter war im Jahr 1580 Ratsherr.
Hans Kemptner war im Jahr 1596 im Stammbuch des Julius Bayr zu Nürnberg verzeichnet. Ein G. Klemptner ist im Jahr 1625 mit vermehrtem Wappen im „Stammbuchblatt“ verzeichnet.
Maximilian Kemptner, „ein Oesterreicher“, war langjähriger Hofbeamter des Erzherzogs Ernst und vermählt mit Eva Katharina von Roll. Er wurde am 20. August 1586 in Prag von Kaiser Rudolf II., älterem Bruder des Erzherzogs Ernst, in den Reichs- und erbländischen Adelsstand erhoben. Er hatte drei Söhne: Ernst, Georg und Maximilian, sowie mehrere Töchter, von denen nur Margarethe und Magdalena namentlich bekannt sind. Der jüngste Sohn, Maximilian von Kemptner auf Strandt und mit seinen Geschwistern Besitzer der Herrschaft Gars, war königlicher Rentmeister in Mähren und wurde am 4. Mai 1630 unter die neuen niederösterreichischen Ritterstandsgeschlechter aufgenommen. 1632 war er niederösterreichischer Landrechtsbeisitzer. Am 27. Juli 1637 war er niederösterreichischer Wirklicher Regimentsrat, was er bis zum Jahr 1658 blieb, zu welcher Zeit er auf das Schloss Gars zog, das damals seiner Nichte gehörte, der Gräfin Martha Elisabeth Kurtz von Valley zu Senftenau († 1639), Tochter seines Schwagers, Vinzenz Muschinger, Freiherr von Gumpendorf, Gemahlin des aus München gebürtigen Reichsvizekanzlers Ferdinand Sigismund Kurtz von Senftenau, früher aber ihm und seinen Geschwistern gehört hatte. Dort starb er 1663. Seine Schwester Margarethe war mit dem Freiherren Muschinger verheiratet, die Schwester Magdalena war Klosterfrau bei St. Lorenz am alten Fleischmarkt. Maximilian Kemptner von Strandt hinterließ aus seiner Ehe mit Maria Elisabeth Jonas von Lickenau keine männlichen Nachkommen. Ihre Töchter waren Margaretha, vermählt mit Ernst Albrecht, Freiherr von Oppel, und Maria Elisabeth, verheiratet mit Sebastian Helfried, Freiherr von Wopping, Herr zu Schloss Schlüßlberg. Kaiser Leopold I. verlieh Ernst Albrecht von Oppel 1671 den Grabenhof als Lehen. 1674 erfolgte die Lehenserneuerung über den Grabenhof mit Ernst Albrecht Oppel auf Garsch, Lehensträger des Stiftes Göttweig, durch Kaiser Leopold I. Ernst Albrecht von Oppel war also auch in Besitz der vormalig Kemptner'schen Herrschaft Garsch (Gars) gekommen. Aus 1676 bis 1679 sind Prozessakten überliefert, betreffend einen Prioritätsstreit zwischen Augustinern von Maria Loretto in Wien und Johann Rascher von Weyregg um die Herrschaft Garsch, die dem Ernst Albrecht von Oppel gehörte.

## Wappen

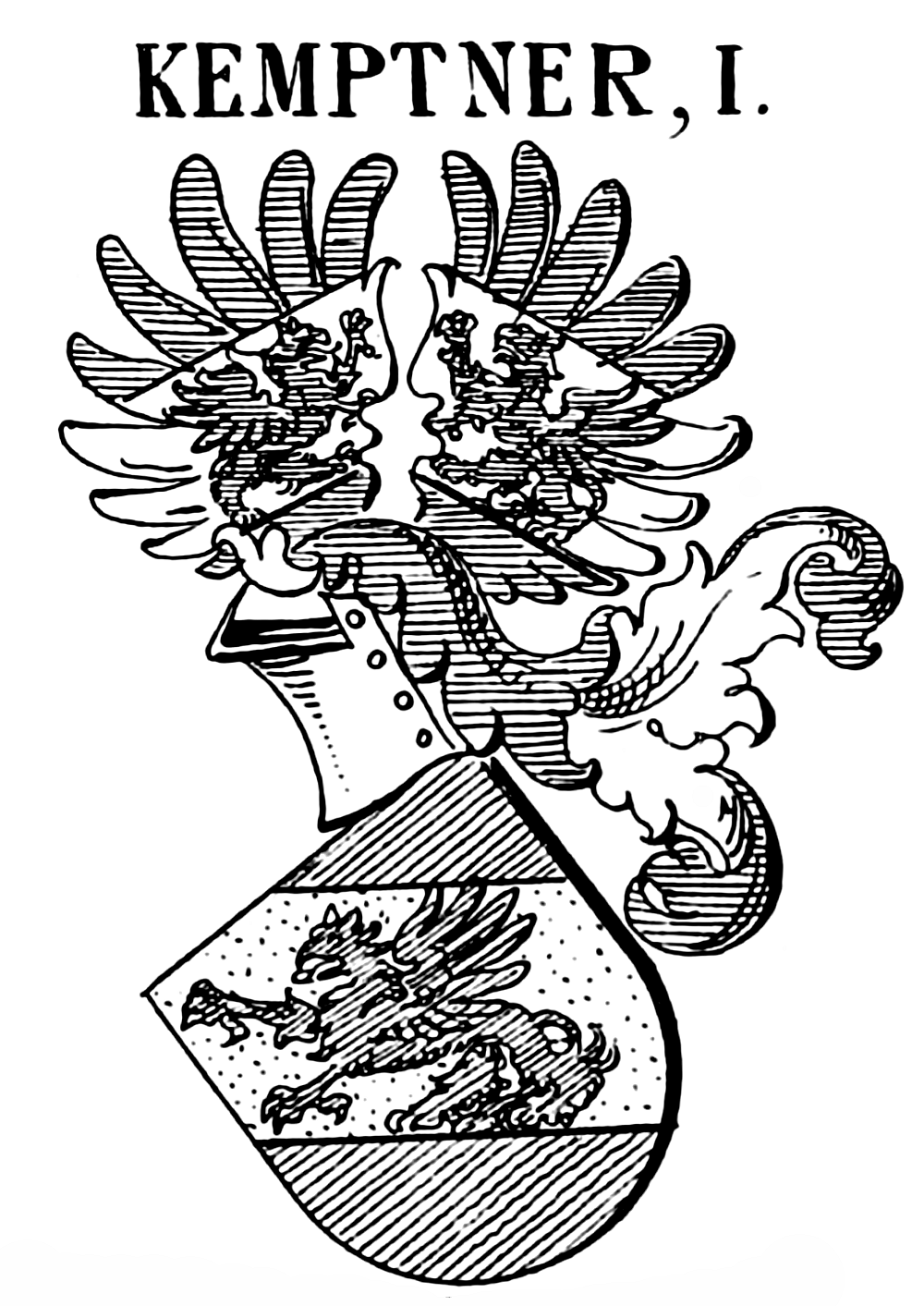
Stammwappen der Kemptner (Siebmachers Wappenbuch)

- Blasonierung des Stammwappens: In Blau ein mit einem blauen, schreitenden Greif belegter, goldener Schrägbalken. Helmdecken: blau-golden. Stechhelm mit offenem Flug, die Flügel je einwärts gekehrt bezeichnet wie der Schild.

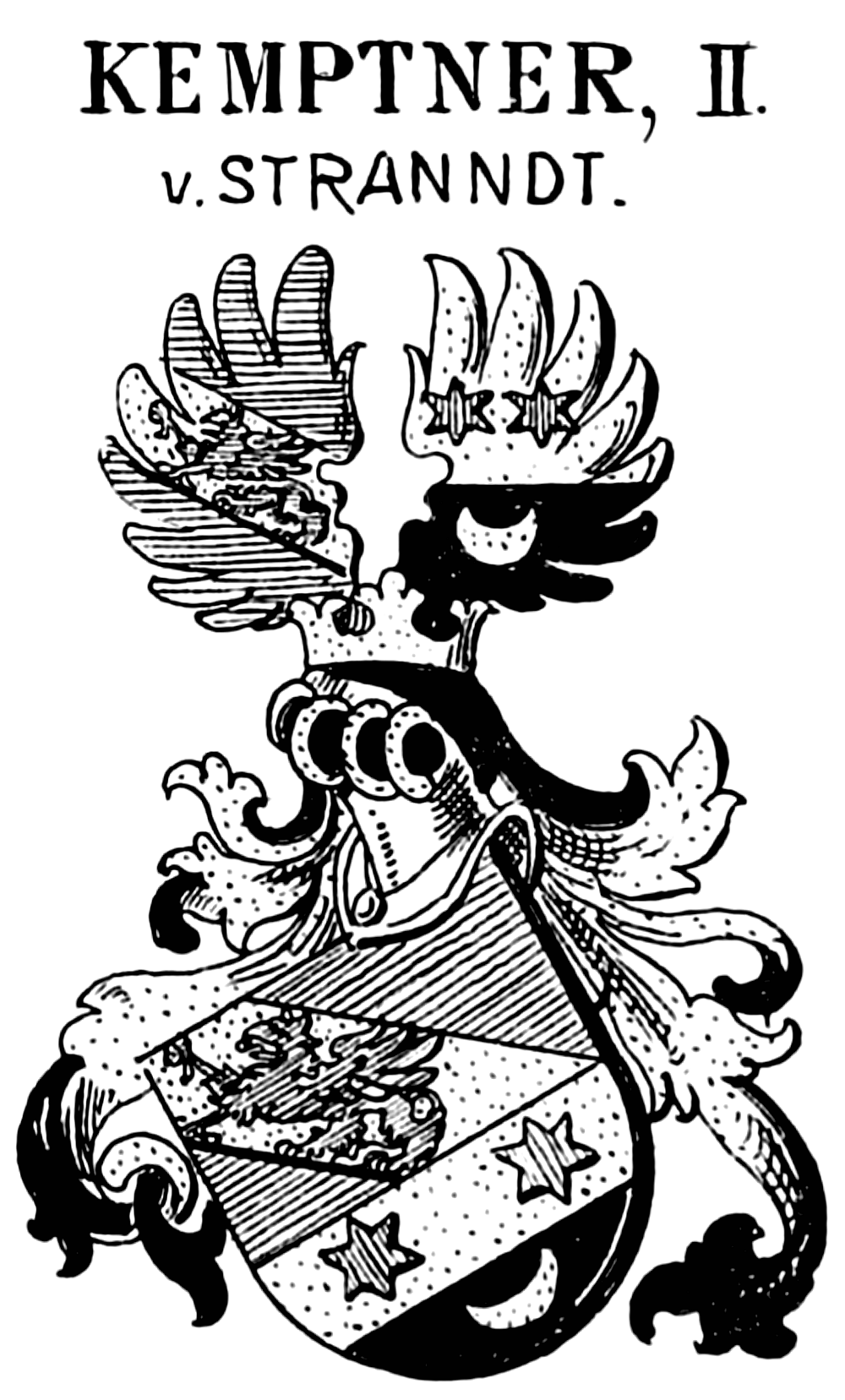
Vermehrtes Wappen der Kemptner, 1586 (Siebmachers Wappenbuch)

- Blasonierung des vermehrten Wappens (1586): Geteilt: oben das Stammwappen, unten nochmals golden-schwarz geteilt: oben zwei rote Sterne nebeneinander, unten ein goldener Halbmond. Die untere Hälfte ist das ererbte Wappen derer von Roll.[1] Gekrönter Spangenhelm, offener Flug: rechter Flügel wie das Stammwappen bezeichnet; linker Flügel geteilt von Gold und Schwarz: oben zwei rote Sterne, unten goldener Mond. Decken: blau-golden und schwarz-golden (oder ganz schwarz-golden).